# Marianne Nanne-Bråhammar
Marianne Nanne-Bråhammar, född Nanne 19 juli 1925 i Malmö, död 29 september 1998 i Lund, var en svensk konsthallschef och konstkritiker.
Nanne-Bråhammar blev filosofie kandidat 1951 och filosofie licentiat 1957. Hon arbetade först som skådespelare vid Göteborgs stadsteater men blev  konstkritiker i tidningen Arbetet 1951–1969 och i Paletten 1959–1969. Under åren 1969–1990 var hon chef för Lunds konsthall.
Hon var 1950–1975 gift med museichefen Gunnar Bråhammar.